# Maurikios
Maurikios, född 539, död 602, var östromersk kejsare från 582. Maurikios efterträdde Tiberios II och efterträddes av Fokas. 